# Sertularella intricata
Sertularella intricata är en nässeldjursart som beskrevs av Chantal Billard 1919. Sertularella intricata ingår i släktet Sertularella och familjen Sertulariidae. Inga underarter finns listade i Catalogue of Life.